# Granze
Granze är en ort och kommun i provinsen Padova i regionen Veneto i Italien. Kommunen hade 2 019 invånare (2018).